# NGC 4364
NGC 4364 este o galaxie situată în constelația Ursa Mare. A fost descoperită în  de către William Herschel. Se află la o distanță de 66,79 de megaparseci de Pământ.